# Pacific Bell
Pacific Bell est une compagnie de télécommunications américaine.
Propriété de AT&T jusqu'en 1984, la compagnie procure des services de téléphonie en Californie.

## Historique

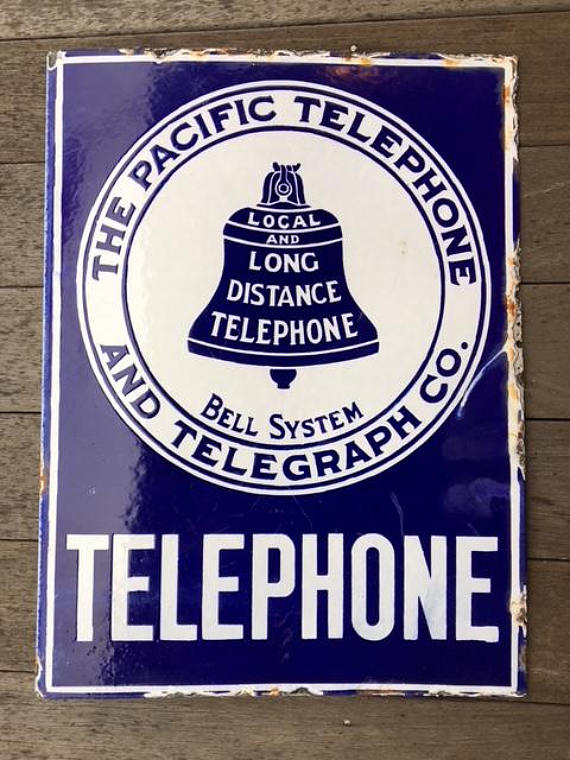
Plaque de Pacific Bell

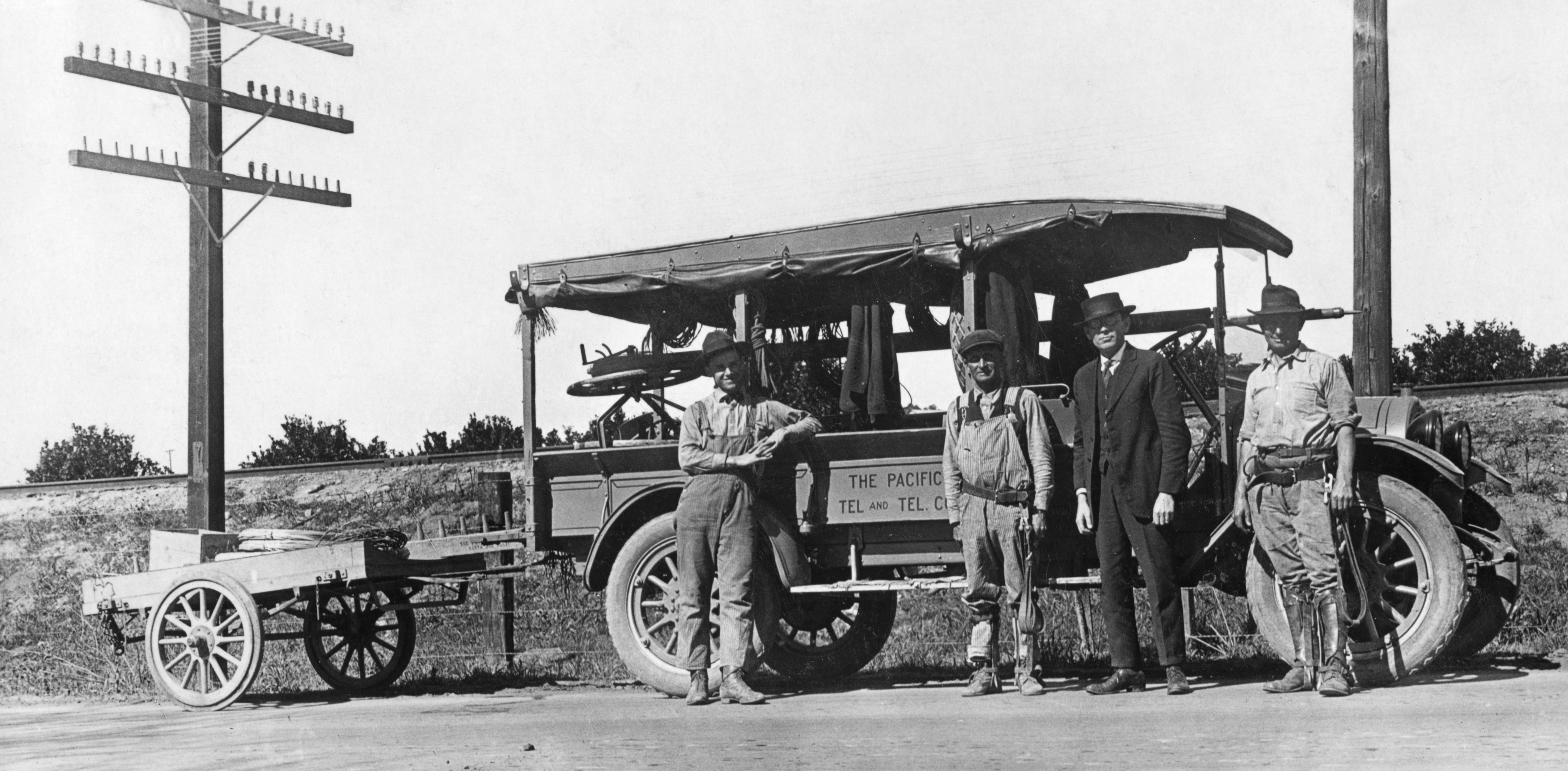
Personnel de la Pacific Telephone and Telegrah Co en 1921

En 1883, la compagnie de téléphone de Los Angeles fusionne avec une autre compagnie locale basée en Californie du Nord, la Sunset Telephone Company. En 1906, Sunset Telephone Company est rachetée par Pacific Telephone and Telegraph, connue plus tard sous le nom de Pacific Bell. En cette année 1906, Pacific Bell est le premier employeur non gouvernemental de l'état.
Son siège est situé au 140 New Montgomery à San Francisco.

## Le mythe de la cabine du désert des Mohaves
Pacific Bell était propriétaire d'une cabine téléphonique plantée en plein désert des Mojaves dans les années 1960 jusqu'en mai 2000. Cette cabine continue de faire rêver et a stimulé l'imaginaire populaire pendant des années après son enlèvement. Elle a notamment été à l'origine du roman éponyme Pacific Bell par l'auteure québécoise Julie Hétu, publié aux éditions Alto en 2018.

## Galerie

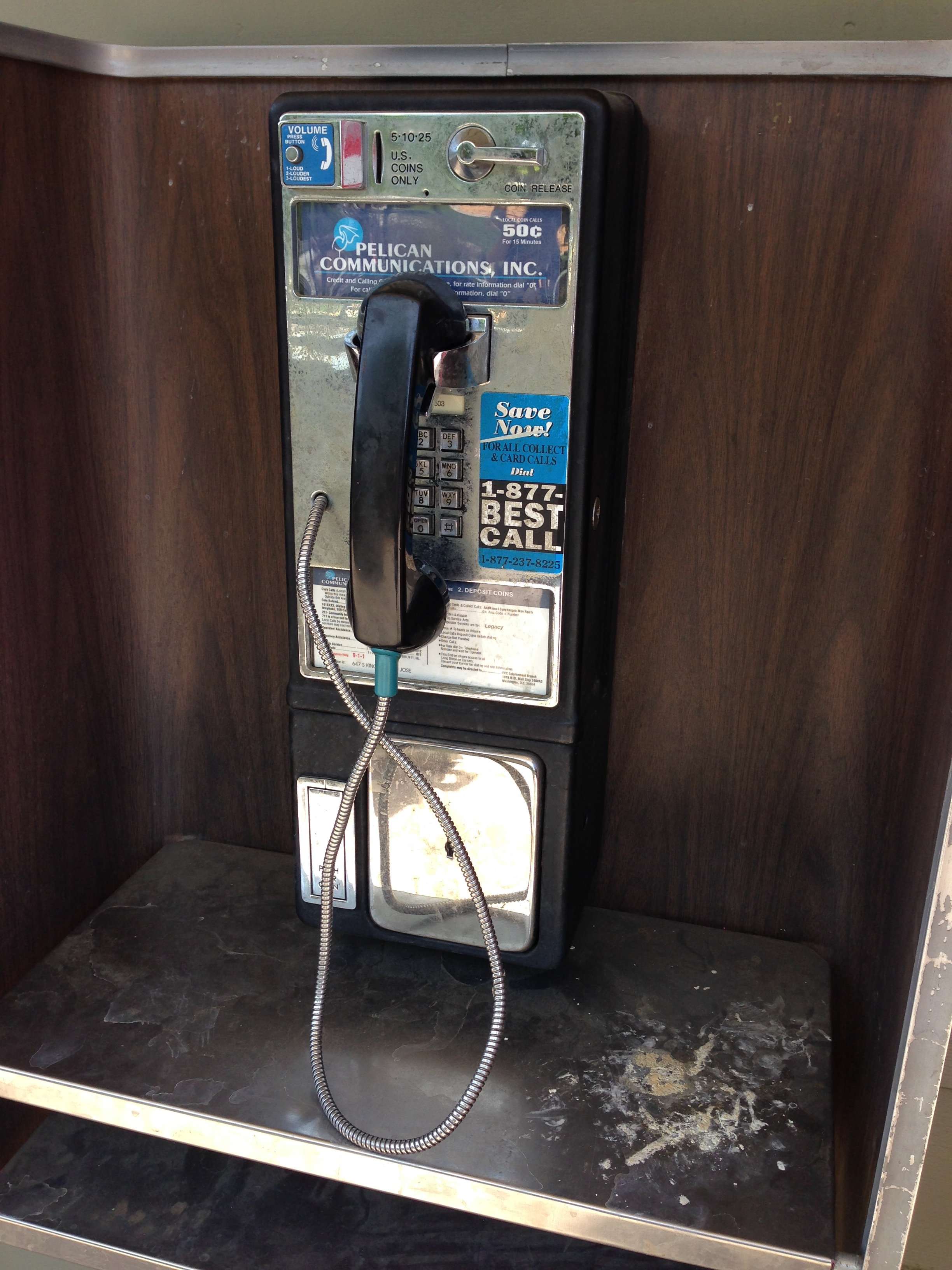
Cabine téléphonique de Pacific Bell (2014)
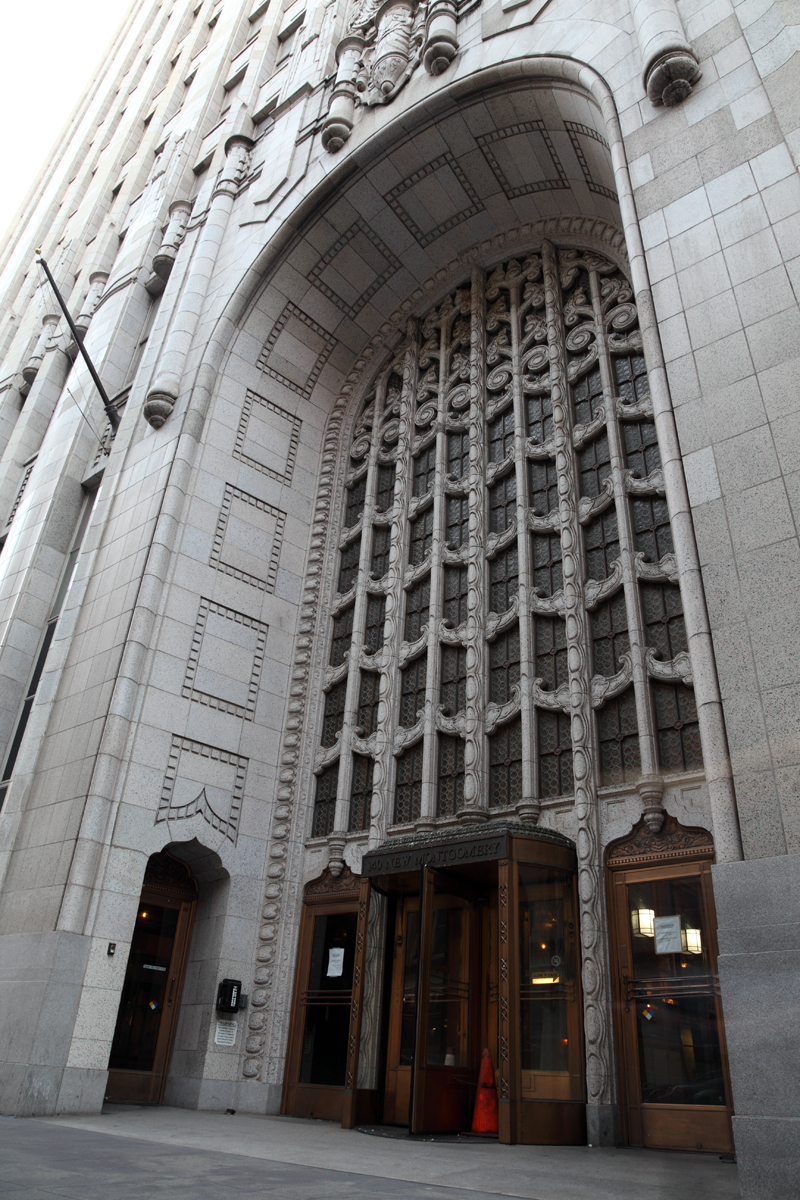
Le Pacific Bell building à San Francisco
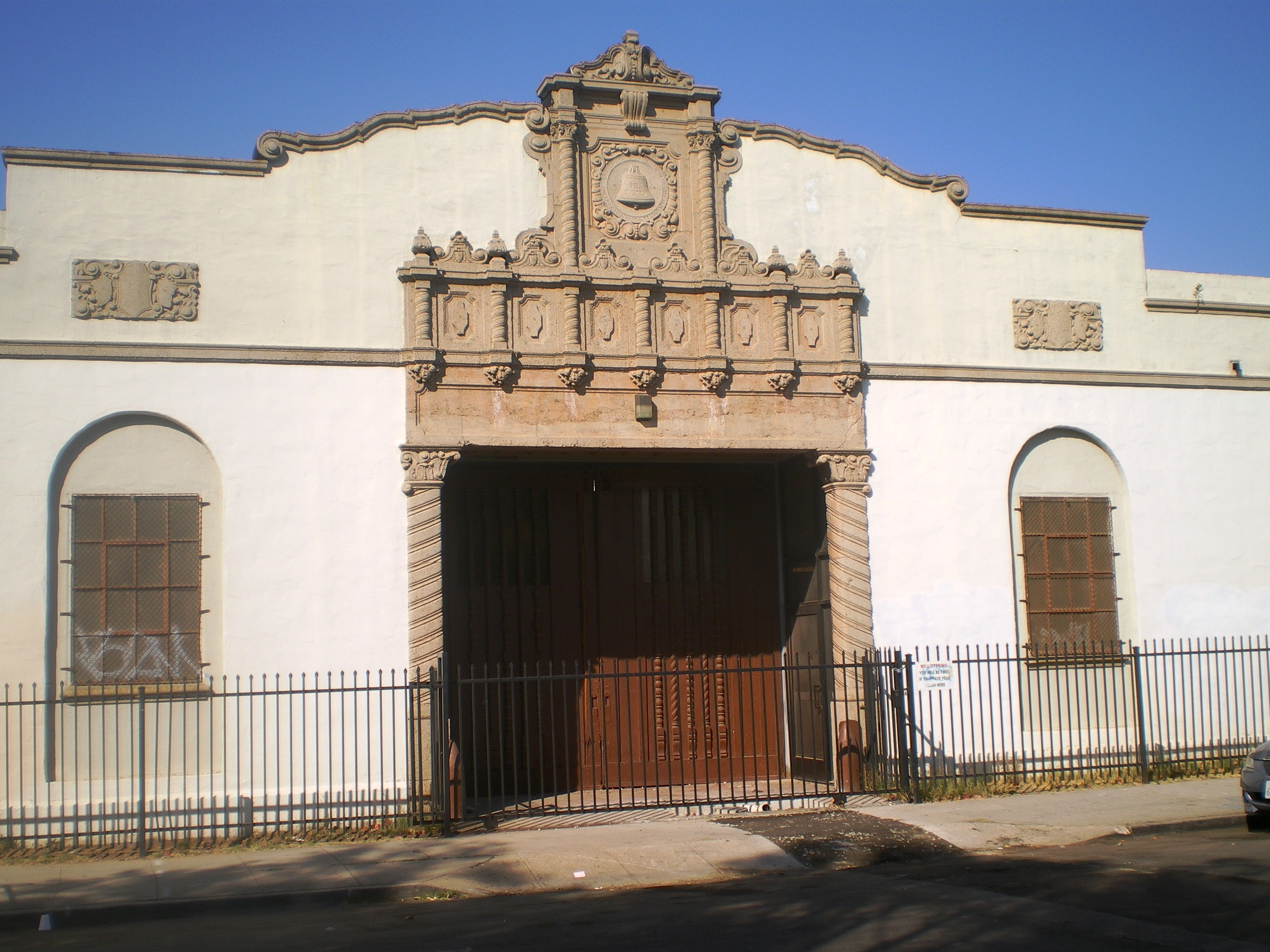
Le Pacific Bell building à Los Angeles

## Sources
- (en) Cet article est partiellement ou en totalité issu de l’article de Wikipédia en anglais intitulé « Pacific Bell » (voir la liste des auteurs).